# 卢恰诺·焦万内蒂
卢恰诺·焦万内蒂（義大利語：Luciano Giovannetti，1945年9月25日—），意大利男子射击运动员，主攻飞碟。他曾代表意大利参加1980年和1984年夏季奥林匹克运动会射击比赛，获得二枚金牌。